# Al-Aïn Football Club (Arabie saoudite)
Ne doit pas être confondu avec Al-Aïn Football Club
Le Al-Aïn Saudi Football Club (en arabe : نادي العين السعودي), couramment abrégé en Al-Aïn (en نادي العين) est un club saoudien de football fondé en 1978 et basé dans la ville d'Al Bahah.

## Histoire
Le club est fondé sous le nom de Zahran, puis d'Al-Ameed jusqu'en 2014. 
Al-Aïn est promu en deuxième division à l'issue de la saison 2017-2018. Le club conclut sa première saison au deuxième échelon national à la onzième place. Al-Habib Ben Ramadan, est le nouvel entraîneur du club le 17 juin 2019. Au terme de sa seconde saison en Prince Mohammad bin Salman League, le 10 septembre 2020, Al-Aïn, vainqueur d'Ohod sur le score de 2-0, décroche sa première accession en Saudi Professional League. Al-Aïn est devenu la première équipe de la province d'Al Bahah à jouer en Pro League. Le 7 octobre 2020, Bruno Baltazar devient le nouvel entraîneur d'Al-Aïn. Cinq jours plus tard, il annonce sa démission et est remplacé par Michael Skibbe.
Le club d'Al-Aïn dispute son premier match en Saudi Professional League sur la pelouse du stade du Prince Faisal bin Fahd contre Al-Hilal le 17 octobre 2020 : Al-Aïn s'incline un à zéro.

## Personnalités du club

### Historique des entraîneurs
- ????-2019 :  Mohammed Al-Maealij
- 2019-2020 :  Al-Habib Ben Ramadan
- 2020 :  Bruno Baltazar
- oct. 2020-jan. 2021 :  Michael Skibbe
- fév. 2021-mai 2021 :  Pablo Machín
- mai 2021-juin 2021 :  Faisal Al-Ghamdi
- août 2021-oct. 2021 :  Humood Al-Saiari
- oct. 2021-nov. 2021 :  Faisal Al-Ghamdi
- nov. 2021-mai 2022 :  Mohamed Mkacher
- nov. 2022-juin 2023 :   Didier Gomes
- juil. 2023-nov. 2023 :  Valeriu Tița
- nov. 2023-juin 2024 :  Zoran Milinković
- août 2024-oct. 2024 :  Ricardo Sousa
- depuis oct.2024 :  Toufik Rouabah